# Николаево-Отрадное
Николаево-Отрадное — хутор в Неклиновском районе Ростовской области.
Входит в состав Натальевского сельского поселения.

## География

### Улицы
- ул. Василевского,
- ул. Ленина,
- пер. Мирный.

## История
Прежние названия хутора Николаево-Отрадное на картографических материалах: Ханженков, Отрада, Николаево-Отрадный, Николай-Отрадное. В текстовых документах также встречаются: Николаевско-Отрадный, Николаев Отраденский, Николаев-Отрадный, Николаевский, Отрадный.
В 1796 году селение принадлежало есаулу Михаилу и старшине Василию Ханженковым; в 1820 году — жене хорунжего Анне Михайловне Канилакиной (урожденной Ханженковой); в конце XIX века — генералу Петру Степановичу Николаеву. В 1859 году здесь было 23 двора и 161 житель, в 1868 году уже 29 дворов и 173 жителя, в 1873 году — 34 двора и 242 жителя, в 1897 году — 54 двора и 269 жителя, в 1911 году — 585 жителей, в 1915 году — 62 двора, 518 жителей, 1206 десятин земли.
Селение относилось к Донской епархии Новониколаевского благочиния. В нём были сельское правление, народное училище, ветряная мельница. В дореволюционный период оно входило в состав Платово-Еланчинской волости Миусского округа, затем — Весело-Вознесенской волости Таганрогского округа. В 1950-е — 1960-е годы это селение относилось к Натальевскому сельскому совету Федоровского района (1951 год), затем — к Ивановскому сельскому совету Таганрогского округа (1955 год) и к Натальевскому сельскому совету Неклиновского района Ростовской области (с 1968 года и по настоящее время).

## Население
| 2010 |
| ---- |
| 236  |